# 异辛酸钴
异辛酸钴（化学式：C16H30CoO4）是一种化合物，市售品为紫色溶液，溶剂为200#汽油。其黏度比环烷酸钴小。主要用作油漆、油墨的催干剂，不饱和聚酯树脂的固化促进剂，聚氯乙烯稳定剂，聚合反应催化剂等。有毒，可燃，排出含氧化钴辛辣刺激烟雾。储运时保持库房低温，通风，干燥。起火时可用水，二氧化碳，干粉或砂土扑灭。